# Windom (Minnesota)
Windom è una città degli Stati Uniti d'America, situata in Minnesota, nella Contea di Cottonwood, della quale è anche il capoluogo.